# Millardia
Millardia és un gènere de rosegadors de la família dels múrids. Les quatre espècies d'aquest grup són oriündes del subcontinent indi i altres parts del sud d'Àsia. Tenen una llargada de cap a gropa de 8–20 cm i la cua de 7–19 cm. Es tracta d'animals nocturns. Els seus hàbitats naturals són els herbassars, els aiguamolls i els camps. Aquest tàxon fou anomenat en honor del naturalista britànic Walter Samuel Millard.